# Benedito Gonçalves dos Santos
Benedito Gonçalves dos Santos (Paracatu, 19 de junho de 1958) é um bispo brasileiro 

## Biografia
Terceiro filho do casal Francisco Gonçalves dos Santos e Maria André dos Santos, Benedito Gonçalves dos Santos nasceu em Paracatu (MG), em 19 de junho de 1958. Foi batizado e crismado em 22 de dezembro de 1968 na Catedral Santo Antônio de Paracatu.
Entrou para o mercado de trabalho em 1971, nas seguintes atividades: balconista, técnico em contabilidade, professor da rede particular e estadual e funcionário público.
Orientado pelos pais, principalmente na companhia de sua mãe e seus sete irmãos, teve vida participativa nas atividades religiosas de sua paróquia. Participou da catequese e cruzadinha infantil. Em 1978, ingressou no movimento juvenil (JAC), e auxiliar na sindicância para o natal das famílias carentes, se tornou Vicentino, participando ativamente da Sociedade São Vicente de Paula, onde exerceu diversas funções.
Após receber orientação vocacional realizada por Pe. Almir Franco Palheta, ingressou no Seminário Maior Arquidiocesano Nossa Senhora de Fátima em Brasília (DF), em 13 de fevereiro de 1983, onde cursou Filosofia e Teologia.
Em 8 de novembro de 1990 foi ordenado sacerdote. Assumiu a Paróquia Catedral Santo Antônio, em sua terra natal, em 17 de fevereiro de 1991. Padre Afonso Pastore, que é um grande missionário, foi seu auxiliar paroquial responsável pela implementação das Comunidades Cristãs em Paracatu. Como pároco, assistiu às pequenas comunidades cristãs.
Com o lema “Fazei tudo o que ele vos disser”, foi ordenado bispo em 5 de julho de 2008. A ordenação foi presidida pelo Bispo Diocesano de Paracatu (MG), Dom Leonardo de Miranda Pereira, sendo consagrantes, o arcebispo de Olinda e Recife (PE), Dom José Cardoso Sobrinho e o arcebispo de Montes Claros (MG), Dom José Alberto Moura.
No dia 16 de abril de 2008, Benedito Gonçalves dos Santos foi nomeado bispo para a Diocese de Presidente Prudente (SP). A nomeação foi feita pelo Papa Bento XVI, que acolheu o pedido de renúncia do bispo de Presidente Prudente, Dom José Maria Libório Camino Saracho, em conformidade com o Cânon 401 § 1.  